# Campionato italiano superturismo
Il Campionato italiano superturismo è stato un campionato automobilistico italiano relativo a vetture turismo; il campionato ha vissuto vari cicli di vita relativi alle specifiche usate dalle auto, il primo dal 1987 al 1999 con vetture in specifiche prima S1-S2 fino al 1993 e poi D2 fino al 1999, il secondo è partito dal 2002 ed è durato fino al 2015 con l'utilizzo di regole e auto Super Production, l'ultimo, per le stagioni 2016 e 2017 con regole TCR.

## Storia
Nei primi anni del Superturismo (Il primo campione fu Gianfranco Brancatelli), la lotta per il titolo riguardava principalmente Alfa con il modello 75 poi passata alla 155 e la BMW con la sua M3. Con la creazione del regolamento FIA e delle classi D1 (usato però solo nel DTM tra il 1993 e il 1996) e D2 ci fu l'ingresso di altre case costruttrici come Peugeot, Audi e Opel.
Collegate al Superturismo erano le gare del Campionato Italiano Velocità Turismo gruppi A/N e in qualche caso gare di Targa Tricolore Porsche, Superformula e Trofeo Lamborghini.
La stagione 1993 del Superturismo, la prima con le vetture classe D2 (berline del segmento C, 4 porte e lunghezza minima 4.20mt) vide il trionfo del mestrino Roberto Ravaglia soprannominato "il Doge" che riuscì a conquistare il suo terzo titolo di campione italiano battendo in volata la Peugeot 405 di Fabrizio "Piedone" Giovanardi e l'Alfa Romeo 155 di Gabriele Tarquini detto "Cinghio". Ravaglia sfruttò appieno la sua BMW 318i nella prima parte di stagione quando la vettura bavarese risultò essere dominante rispetto alla concorrenza. Tarquini e l'Alfa dovettero saltare il secondo appuntamento stagione per concentrarsi sullo sviluppo dell'auto, mentre Giovanardi a causa di qualche ritiro e incidente di troppo riuscì e emerge solo dopo qualche gara. Tutti e 3 i top drivers portarano a casa 5 vittorie ma a far la differenza fu la costanza di Ravaglia che riuscì a terminare a punti tutte e 20 le gare. Il weekend di gara prevedeva una gara al sabato trasmetta dalla RAI e una gara un po' più lunga alla domenica. Il regolamento prevedeva un peso minimo di 950kg per le vetture a trazione anteriore (Alfa, Peugeot, Nissan, Volkswagen) e di 1.050kg per le vetture a trazione posteriore o integrale (BMW e Audi che però nel 1993 correva solamente nel superturismo francese).
La stagione 1994 vide un primo forte sviluppo da parte dei costruttori. Alfa e Audi si presentarono al primo round di Monza con due modelli provvisti di appendici alari (spoiler anteriore e posteriore) a differenza di BMW (che li avrebbe adottati a partire dal terzo round) e di Peugeot (che li utilizzò solo a partire dall'ottavo round a Pergusa). Il regolamento D2 stabiliva che i modelli delle auto che correvano in pista dovessero obbligatoriamente provenire da un modello di serie venduto in almeno 25.000 unità. Alfa e Audi commercializzarono due modelli la 155 Silverstone e la 80 Competition che erano vetture di serie (con vocazione sportiva) che venivano vendute già con spoiler anteriore e posteriore mentre la BMW seguendo quanto fatto da Alfa e Audi propose ai propri appassionati la BMW 318is 4 Racing. Dopo una promettente doppietta di Tamburini fu l'Audi di Emanuele Pirro che prese il largo in campionato con 5 vittorie consecutive. L'eccellenti qualità di pilota unite alla affidabilità della 80 competition permiserò a Pirro di aggiudicarsi il titolo nel penultimo round a Varano. Tamburini nonostante 3 doppiette e lo stesso numero di vittorie di Pirro (6) pagò a caro prezzo alcuni ritiri su piste veloci come Vallelunga e Mugello e soprattutto la rivalità interna col compagno di marca (ma team differente) Stefano Modena anche lui molto veloce ed in grado di vincere 3 volte. Giovanardi a dispetto di una Peugeot a fine sviluppo e non più competitiva come l'anno passato riuscì a sorprendere tutti conquistando il terzo posto in campionato proprio davanti a Ravaglia.
A partire dal 1994 TMC acquisì i diritti tv per trasmettere in diretta entrambe le gare che si svolgevano entrambe la domenica pomeriggio ed avevano uguale durata. TMC affidò le telecronache a Giovanni Di Pillo mentre la regia era curata prima da Angelo Carosi e successivamente da Mauro Valentinuzzi.
La stagione 1995 diede al via allo sviluppo delle vetture turismo in maniera notevolmente più accentuata. Con l'obiettivo di equiparare le forza in campo venne quindi stabilito che partendo dalla base della vettura di serie era possibile svilupparla entro certo limiti. Questo fece si che la carreggiata venne leggermente allargata, lo spoiler anteriore venne ulteriormente sviluppato e migliorato e al posto dello spoiler postoriere venne installato un piccolo alettone per aumentare il carico aerodinamico e migliorare le prestazioni, la guidabilità e la stabilità dell'auto in curva e in frenata. Cambiarono anche i pesi delle vetture: le trazioni anteriori vennero portate a 975kg, le trazioni posteriori a 1.025kg poi 1.000kg dopo metà stagione e le trazioni integrali a 1.040kg.
L'Audi portò in pista la nuova A4 sempre affidata alle sapienti mani di Pirro e Capello. L'Alfa Corse dopo la vittoriosa esperienza nel BTCC 1994 con Tarquini decise di riportare il pilota abruzzese in Italia. La Nordauto riconfermò Tamburini alla quale affiancò Giovanardi dopo il ritiro in forma ufficiale della Peugeot. La BMW orfana di Ravaglia passato in Germania a correre nel turismo tedesco e Cecotto emigrato in Inghilterra nel BTCC, restò con il solto team CiBiEmme promuovendo Naspetti come pilota di punta e affiancandogli Morbidelli e la pilotessa svizzera Yolanda Surer. In sostituzione della Peugeot entrò la Opel che affidò una Vectra al rookie Roberto Colciago. 
Il 1995 fu un assoluto dominio Audi che ottenne 11 vittorie con Pirro e 3 con Capello vincendo quindi 14 gare su 20, ottenendo 12 secondi posti e 6 terzi posti. Alla concorrenza non restarono che le briciole. Tarquini ottenne appena 2 vittorie nella gara d'esordio e nel sesto round al Mugello prima che l'Alfa Corse decise di lasciare la serie a metà stagione. La BMW ottenne una doppietta sul velocissimo circuito di Pergusa sfruttando anche l'alleggerimento del peso della vettura mentre la Opel ottenne una splendida vittoria sul circuito di Monza.
La stagione 1996 vide una primi crisi sul piano delle vetture in pista. Se tra il 1993 e il 1995 c'erano state sempre almeno 10 auto ufficiali (oltre alle vetture portate in pista da team privati) nel 96 si presentarono al via solamente 2 Audi con Capello promosso prima guida e il campione del turismo francese 95 Yvan Muller, la BMW con 3 vetture affidate a Naspetti, Cecotto rientrato dopo la disastrosa esperienza in Inghilterra e Yolanda Surer poi sostituita da Gianni Morbidelli negli ultimi 4 round. L'Alfa corse dopo aver deciso di concentrare gli sforzi nel DTM affidò l'intero progetto D2 al team Nordauto. Giovanardi venne riconfermato e al suo fianco fece il suo esordio il giovanissimo Gordon De Adamich. Nuove modifiche vennero fatte anche al sistema di punteggio; infatti se fino al 1995 si tenevano in considerazione i migliori 18 risultati ottenuti su 20 gare nel 96 si decise di tenere buoni i migliori 8 risultati delle prime 10 gare e i migliori 8 risultati delle successive 10 gare.
Nel 96 le gerarchie in campo si ribaltarono. Dopo una iniziale doppietta di Giovanardi al Mugello, Capello con la sua A4 infilò 6 vittorie consecutive. La cosa non piacque alla CSAI che per evitare il ripetersi del 95 decise che a partire dal quarto round le A4 dovessero correre zavorrate di 30kg. Questa ingiustificata e ingiusta penalizzazione unita al notevole sviluppo della BMW passata dal modello 318iS al modello 320i e alle coperture Michelin più performanti rispetto alle Yokohama vide un dominio della casa baravarese che a partire dal quinto round di Misano. Si arrivò quindi all'ultimo round di Vallelunga in cui finalmente all'Audi venne tolta la zavorra. Capello terminò entrambe le gare a podio e riuscì quindi a vincere il titolo e a succedere ad Emanuele Pirro mentre la BMW si aggiudicò il titolo Marche. A negare il titolo piloti contribuì una gestione non proprio ottimale sulle gerarchie tra i piloti. Inizialmente la BMW puntò su Cecotto ma in seguito ad alcuni ritiri si decise di puntare su Naspetti.
La stagione 1997 fu la naturale evoluzione di quanto visto l'anno precedente. L'Audi fu costretta a interrompere lo sviluppo della A4 a trazione integrale dal momento che a partire dal 1998 sarebbe stata dichiarata illegale e concentrò lo sviluppo sulla trazione anteriore. A complicare ulteriormente le cose fu anche il nuovo peso (da 1.040 a 1.070kg) la BMW non commise l'errore passato e stabilì da subito che la prima guida sarebbe stata Naspetti affiancato dall'ex formulista Fabrizio De Simone. L'Alfa confermò Giovanardi alla quale affiancò il rientrante Tamburini dopo un anno di inattività a partire dal secondo round del Mugello.
Naspetti si dimostrò implacabile e dominò vincendo 10 gare e ottenendo il titolo con 4 gare di anticipo. A nulla servì la rimonta di Giovanardi nella seconda parte di stagione. Capello terminò al terzo posto riuscendo a vincere solamente 3 gare di cui 2 grazie alla pioggia. La sfida tra i due rookie De Simone e Wendlinger vide il pilota romano conquistare il quarto posto in campionato e spuntarla di 1 punto davanti all'austriaco.
Nel 1998 ci fu l'inizio della fine, dopo una travagliata vicenda collegata all'attribuzione tramite pubblico appalto della promozione della serie. Dopo lungo tirare che portò anche all'annullamento di un paio di gare si impose la Sponsor Service -appoggiata dalla Conti Editore proprietaria del settimanale Autosprint e supportata anche dai 3 costruttori desiderosi di cambiare e ispirarsi al modello tedesco - che fece annullare l'appalto a favore della Salerno Corse, promoter della serie Superturismo nel decennio precedente e artefice del suo successo. TMC che dal 1994 aveva sempre trasmesso in diretta tutte le gare venne nuovamente sostituita dalla RAI che però complice anche la diatriba tra Salerno Corse e Sponsor Service trasmise in diretta appena 5 gare sprint. Il format vincente che c'era stato nei 4 anni precedenti cambiò in favore di una gara sprint da 50km ed una endurance da 100km in cui si dava il doppio del punteggio rispetto alla gara sprint. Ulteriori 2 punti venivano attribuiti all'autore della Pole Position. Negli ultimi 3 round del campionato in seguito alle esigente televisive RAI si decise di spostare la gara sprint al sabato e lasciare per la domenica solo la gara endurance. 
Tra le novità (in pista) del 98 ci fu il debutto della nuova e vincente Alfa Romeo 156 e il ritorno di Nicola Larini dopo l'esperienza in DTM dal 93 al 96 e la poco fortunata stagione con la Sauber in F1 nel 97. L'Audi ormai orientata sul progetto Le Mans schierò ufficialmente 1 sola A4 a trazione anteriore per il solo Dindo Capello riducendo quindi a solo 5 piloti ufficiali in griglia. A peggiorare una situazione già caotica per via dei ricorsi in tribunale ci furono anche vari episodi ben al di la della normale rivalità in pista che portarono ad accusarsi a vicenda Alfa e BMW. 
Dopo un iniziale vantaggio BMW con Naspetti verso metà stagione ci fu il sorpasso di Giovanardi in vetta al campionato che finalmente lo portò al raggiungimento del meritato primo titolo di campione italiano superturismo.
Il 1999 fu l'ultima stagione del superturismo classe D2. Dopo la disastrosa copertura tv del 98 la serie perse anche molti piloti privati che fino alla stagione precedente avevano contribuito al successo della categoria e a mantenere un numero accettabile di vetture in griglia ad ogni appuntamento. L'Audi abbandonò la serie dopo 5 anni lasciando quindi solo 4 vetture ufficiali (2 Alfa Romeo con Giovanardi e Larini e 2 BMW con Naspetti e De Simone). La piacevole sorpresa di stagione fu il debutto di Colciago al volante di una Audi A4 privata. Il pilota di Saronno riuscì infatti nell'impresa di vincere 4 gare del campionato e di classificarsi al terzo posto assoluto pur utilizzando una vettura privata e con gomme meno performanti rispetto agli ufficiali. 

A differenza del 98 la stagione vide alternarsi in testa al campionato Naspetti e Giovanardi. Dopo il round 7 a Misano i 2 contendenti erano separati da solo 6 punti con ancora 183 disponibili. Nell'ottavo round a Varano Giovanardi ebbe un doppio ritiro che portò il distacco a 50 punti da Naspetti ma ancor più clamoroso fu il round successivo a Monza. Su una pista pro Alfa Naspetti terminò quarto in gara 1 ma fu costretto al ritiro in gara 2 a causa di un contatto fortuito con il proprio compagno di squadra. Giovanardi recuperò quindi i 50 punti di svantaggio e si portò in testa di 1 punto (grazie al punto della pole position). Le sorprese non finirono neanche nell'ultimo round di Vallelunga. Larini vinse la gara sprint davanti proprio a Giovanardi non lasciandogli strada come concordato. Prima dell'ultima gara il distacco era quindi di solo 4 punti a favore di Giovanardi su Naspetti. Al via della gara endurance i due della BMW Naspetti e De Simone si portarono subito al comando davanti a Giovanardi. De Simone provò a favorire la fuga di Naspetti fino a quando fu costretto a cedere la seconda posizione dopo un attacco più deciso di Giovanardi. Il pilota emiliano iniziò quindi la sua rimonta verso Naspetti fino a quando a pochi giri dal termine riuscì a superarlo. Giovanardi riuscì quindi a laurearsi nuovamente campione italiano. 

Fabrizio Giovanardi, per 4 volte campione Superturismo/Euro STC, qui su Alfa Romeo 156 del Team Nordauto nella vittoriosa stagione 1998.

Verso la fine del 99 si iniziò a parlare di una possibile unione tra il superturismo italiano e quello tedesco. In realtà dopo un lungo parlare si capì che gli organizzatori del turismo tedesco volevano ricreare il nuovo DTM e avrebbero voluto le auto D2 del superturismo italiano da comprimarie solo per far numero in griglia. Abbandonato il progetto di unione dei due campionati i team che avevano animato il superturismo italiano decisero di creare la Coppa Europa di Superturismo'Euro STC, la prima serie continentale a gestione italiana in cui si corse su 6 piste italiane e 4 piste dell'est europa (Austria, Ungheria, Rep. Ceca e Slovenia), primo passo verso la creazione dell'ETCC -antesignano del WTCC- , che si ispirò molto al campionato italiano.
Le vetture Super 2000 che compongono il roster del WTCC furono poi importate anche in Italia per ricreare una serie nazionale Superturismo. Nel 2005 campione è stato Alex Zanardi e si sono impegnate anche squadre ufficiali (Alfa, BMW e Seat) ma i livelli di partecipazione sono stati molto bassi.
Alla fine del 2006 il Campionato è stato soppresso. Le vetture che lo componevano hanno creato una nuova serie, l'ITCC, organizzata dal Gruppo Peroni di Roma. Ma neanche questa serie ha avuto il successo sperato tanto che nel 2008 è stata accorpata nei ranghi del campionato turismo Driver's Trophy. A vincere l'ultima edizione ITCC è stato Massimo Arduini su Honda Accord della GPS-MC Motortecnica di Novate Milanese.

## Albo
| Campionato                          | Anno | Guidatore              | Auto                |
| ----------------------------------- | ---- | ---------------------- | ------------------- |
| Italian Touring Car Competition     | 2008 | Massimo Arduini        | Honda Accord        |
| Italian Touring Car Competition     | 2007 | Cesare Cremonesi       | BMW 320i            |
| Campionato italiano Superturismo    | 2006 | Roberto Colciago       | SEAT León           |
| Campionato italiano Superturismo    | 2005 | Alessandro Zanardi     | BMW 320i            |
| Campionato Italiano Superproduzione | 2004 | Adriano De Micheli     | Alfa Romeo 147      |
| Campionato Italiano Superproduzione | 2003 | Salvatore Tavano       | Alfa Romeo 147      |
| Campionato Italiano Superproduzione | 2002 | Massimo Pigoli         | BMW 320i            |
| European Supertouring Cup           | 2001 | Fabrizio Giovanardi    | Alfa Romeo 156      |
| European Supertouring Cup           | 2000 | Fabrizio Giovanardi    | Alfa Romeo 156      |
| Campionato italiano Superturismo    | 1999 | Fabrizio Giovanardi    | Alfa Romeo 156      |
| Campionato italiano Superturismo    | 1998 | Fabrizio Giovanardi    | Alfa Romeo 156      |
| Campionato italiano Superturismo    | 1997 | Emanuele Naspetti      | BMW 320i            |
| Campionato italiano Superturismo    | 1996 | Rinaldo Capello        | Audi A4 Quattro     |
| Campionato italiano Superturismo    | 1995 | Emanuele Pirro         | Audi A4 Quattro     |
| Campionato italiano Superturismo    | 1994 | Emanuele Pirro         | Audi 80 Quattro     |
| Campionato italiano Superturismo    | 1993 | Roberto Ravaglia       | BMW 318i            |
| Campionato italiano Superturismo    | 1992 | Nicola Larini          | Alfa Romeo 155 GTA  |
| Campionato italiano Superturismo    | 1991 | Roberto Ravaglia       | BMW M3              |
| Campionato italiano Superturismo    | 1990 | Roberto Ravaglia       | BMW M3              |
| Campionato italiano Superturismo    | 1989 | Johnny Cecotto         | BMW M3              |
| Campionato italiano Superturismo    | 1988 | Gianfranco Brancatelli | Alfa Romeo 75 Turbo |
| Campionato italiano Superturismo    | 1987 | Michele Di Gioia       | BMW M3              |